# Шапель-Валлон
Шапе́ль-Валло́н (фр. Chapelle-Vallon) — коммуна во Франции, находится в регионе Шампань — Арденны. Департамент — Об. Входит в состав кантона Мери-сюр-Сен. Округ коммуны — Ножан-сюр-Сен.
Код INSEE коммуны — 10082.
Коммуна расположена приблизительно в 135 км к востоку от Парижа, в 65 км южнее Шалон-ан-Шампани, в 16 км к северу от Труа.

## Население
Население коммуны на 2008 год составляло 201 человек.
| 1962 | 1968 | 1975 | 1982 | 1990 | 1999 | 2008 |
| ---- | ---- | ---- | ---- | ---- | ---- | ---- |
| 165  | 176  | 165  | 162  | 186  | 196  | 201  |

## Экономика
В 2007 году среди 122 человек в трудоспособном возрасте (15—64 лет) 101 были экономически активными, 21 — неактивными (показатель активности — 82,8 %, в 1999 году было 77,8 %). Из 101 активных работали 96 человек (57 мужчин и 39 женщин), безработных было 5 (1 мужчина и 4 женщины). Среди 21 неактивных 8 человек были учениками или студентами, 7 — пенсионерами, 6 были неактивными по другим причинам.

## Достопримечательности
- Церковь Св. Петра в оковах (XI—XII века). Памятник истории с 1987 года[6]

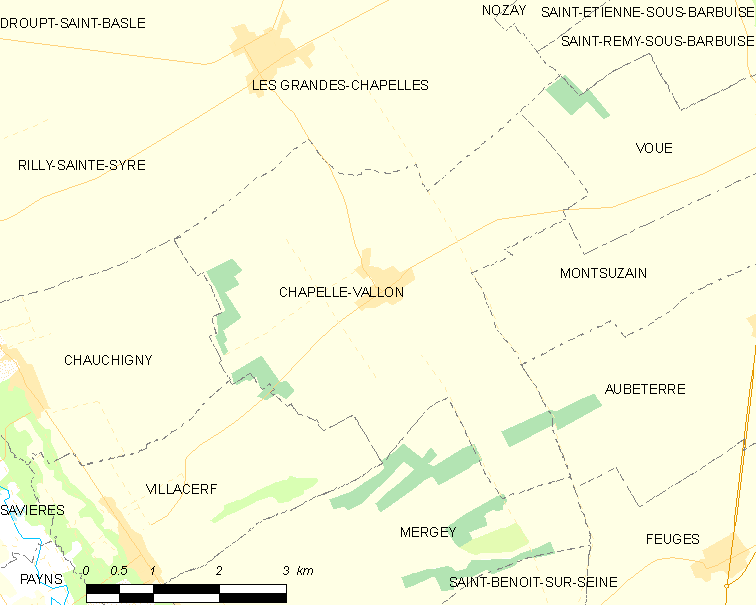
Карта коммуны